# Ketty Pierson
Pour les articles homonymes, voir Pierson.
Catherine Lagain dite Ketty Pierson, née  le 2 décembre 1896 à Bayonne et morte le 30 octobre 1959 dans le 9e arrondissement de Paris, est une artiste lyrique et une actrice de théâtre et de cinéma française.

## Biographie
Catherine Lagain est née en 1896 à Bayonne,. Sous le pseudonyme de Ketty Pierson, elle joue au théâtre à partir de 1922 et au cinéma à partir de 1931.
En 1926, elle habite à Paris rue des Renaudes et en 1932 à Neuilly-sur-Seine, au 1, rue Maurice-Barrès,.
Sa carrière ne reprend pas vraiment après la guerre et sa trace se perd définitivement après la sortie sur les écrans de son dernier film, Piédalu à Paris, en octobre 1951. Devenue dactylo, elle meurt en 1959 chez elle, 9 rue Mansart. Elle est enterrée au cimetière parisien de Pantin.

## Carrière au théâtre
- 1922 : Lulu, garde ton cœur, vaudeville en 3 actes d'André Heuzé et Étienne Arnaud, mise en scène de Paul Murio, créé au théâtre des Ternes (4 février) puis repris au théâtre Cluny (3 mars) : Micheline Manigot
- 1922 : Manœuvres de nuit, opérette militaire en 3 actes d'André Heuzé et Étienne Arnaud, musique d'André Colomb, mise en scène d'André Maurel, au théâtre Cluny (avril)
- 1923 : Le Petit Choc, opérette en 3 actes et 6 tableaux de P.-L. Flers, musique de Josef Szulc, au théâtre Daunou (21 mai)
- 1923 : La Revue des Capucines, revue en 2 actes de Rip, au théâtre des Capucines (octobre)
- 1924 : On a trouvé une femme nue, comédie en 3 actes d'André Birabeau et Jean Guitton, au théâtre des Nouveautés (28 mars) : Marise
- 1927 : La Poussière de soleils, drame en 4 actes et 21 tableaux de Raymond Roussel, musique de scène de Marius-François Gaillard, mise en scène d'Adrien Caillard, au théâtre de la Renaissance (12 janvier) : Flurian
- 1928 : Minuit, païens !, revue de Paul Briquet et Jean Deyrmon, au théâtre de Minuit (18 février) : la commère
- 1928 : Paris-Minuit !, revue à grand spectacle de Léo Lelièvre, Henri Varna et Fernand Rouvray, au théâtre de Minuit (27 mars)
- 1928 : La Baigneuse du Lido, comédie en 3 actes d'yves Mirande et Jean Guitton, au théâtre du Palais-Royal (juin) : Simone
- 1928 : Le Cochon qui sommeille, opérette hindoue en 2 actes de Rip et Robert Dieudonné, musique de Claude Terrasse, au Concert Mayol (septembre) : la blanchisseuse du Gange
- 1932 : Figaro-cocktail, revue en 2 actes, au théâtre Figaro (16 octobre)
- 1933 : Mam'zelle Malakof, comédie en 2 actes et 5 tableaux de Mario Duliani d'après l'œuvre de Laszlo Bus-Fekete, mise en scène de Félix Ruster-Giaccobi, au théâtre de la Renaissance (15 décembre) : Lulu
- 1934 : Citoyens !, pièce en 1 acte de Félix Ruster-Giaccobi, au théâtre de la Renaissance (30 janvier)
- 1946 : Le mort revient de suite !, pièce policière de Jean Guitton, au théâtre de la Porte-Saint-Martin (décembre) puis en tournée en France et en Belgique à partir de septembre 1947.

## Carrière au cinéma
- 1931 : Côte d'Azur de Roger Capellani : Véra
- 1931 : Faubourg Montmartre de Raymond Bernard : Loulou
- 1932 : La Nuit du carrefour, de Jean Renoir : Madame Michonnet
- 1932 : Service de nuit d'Henri Fescourt : Marie
- 1932 : Système D !.., court métrage de Joe Francis
- 1932 : Midi et demi, court métrage de Joe Francis
- 1932 : L'Affaire de la rue Mouffetard, moyen métrage de Pierre Weill
- 1932 : Les Gaietés de l'escadron de Maurice Tourneur : la charcutière
- 1932 : Le Crime du Bouif de André Berthomieu : Gaby
- 1933 : Mannequins de René Hervil : une vendeuse
- 1933 : La Maternelle de Jean Benoit-Lévy et Marie Epstein
- 1935 : Bibi-la-Purée de Léo Joannon
- 1937 : Claudine à l'école de Serge de Poligny : Junon
- 1937 : La Treizième Enquête de Grey de Pierre Maudru : la journaliste
- 1939 : Vous seule que j'aime de Henri Fescourt
- 1940 : Après Mein Kampf, mes crimes de Alexandre Ryder
- 1941 : Montmartre-sur-Seine de Georges Lacombe
- 1942 : Vie privée, de Walter Kapps : une journaliste
- 1948 : Monsieur Menu, court métrage de Jean Loubignac
- 1948 : Une paire de gifles, court métrage de Jean Loubignac
- 1951 : Piédalu à Paris de Jean Loubignac : Madame Galopin